# Topo (araldica)
In araldica il topo simboleggia l'uomo discreto e prudente. Compare raramente nelle armi. È definito spesso sorcio.

Stemma di Arleux-en-Gohelle, Francia
Stemma di Riencourt-lès-Bapaume, Francia
Due topi controsalienti (Montopoli in Val d'Arno)